# Haohmaru
Haohmaru (覇王丸, Haōmaru) est l'un des principaux personnages de la série de jeux vidéo Samurai Shodown. Haohmaru est basé sur le vrai samouraï Miyamoto Musashi, qui a vécu de 1584 à 1645.

## Histoire
À l'âge de quinze ans, Haohmaru défie Yagyū Jūbei Mitsuyoshi à un duel, mais perd le combat à cause de son manque d'expérience. Haohmaru rencontre ensuite Genjuro Kibagami et se lie d'amitié avec. Comme Haohmaru, Genjuro est également orphelin. Orphelin, le grand prêtre Caffeine Nicotine l'a repéré et l'a pris sous sa tutelle avec Genjuro dans sa maison.
Pour tester ses élèves, Caffeine Nicotine les a fait combattre pour obtenir l'épée Fugudoku. Pour le test, Haohmaru et Genjuro font face à plusieurs combattants. Haohmaru combat alors jusqu'à ce que son adversaire perde la volonté de se battre. Après le départ de Genjuro, Haohmaru est récompensé de l'épée et est encouragé par son maitre à s'améliorer. Haohmaru part à travers le Japon pour s'améliorer à l'épée et apprendre de nouvelles techniques.
Au cours de ses nombreux voyages, Haohmaru entraine Shizumaru et inspire Takechiyo...

## Apparitions
| 1993 | Samurai Shodown                               |
| 1994 | Samurai Shodown II                            |
| 1995 | Samurai Shodown III: Blades of Blood          |
| 1996 | Samurai Shodown IV: Amakusa's Revenge         |
| 1997 | Samurai Shodown 64                            |
| 1998 | Samurai Shodown 64: Warriors Rage             |
| 1998 | Samurai Shodown!: Pocket Fighting Series      |
| 1999 | Samurai Shodown! 2: Pocket Fighting Series    |
| 1999 | Samurai Shodown: Warriors Rage                |
| 2000 |                                               |
| 2001 | Capcom vs. SNK 2: Mark of the Millennium 2001 |
| 2002 |                                               |
| 2003 | Samurai Shodown V                             |
| 2004 | Samurai Shodown V Special                     |
| 2005 | Samurai Shodown VI                            |
| 2005 | NeoGeo Battle Coliseum                        |
| 2006 |                                               |
| 2007 |                                               |
| 2008 |                                               |
| 2009 |                                               |
| 2010 |                                               |
| 2011 |                                               |
| 2012 |                                               |
| 2013 |                                               |
| 2014 |                                               |
| 2015 |                                               |
| 2016 |                                               |
| 2017 |                                               |
| 2018 |                                               |
| 2019 | Samurai Shodown                               |
| 2019 | SoulCalibur VI                                |
| 2020 |                                               |
| 2021 |                                               |
| 2022 | The King of Fighters XV                       |

### Samurai Shodown
Haohmaru est le protagoniste principal de la série Samurai Shodown, il est inspiré de Miyamoto Musashi, célèbre escrimeur japonais lié au Clan Akamatsu. Haohmaru est né le 5 septembre 1763, le personnage revêt un kimono blanc avec des motifs noirs, il se bat à l'aide d'un long katana baptisé « Fugudoku ». La motivation d'Haohmaru est semblable à celle de Ryu de la série Street Fighter, il voyage et cherche à combattre avec de nouveaux adversaires afin de devenir meilleur.
Comme Nakoruru, Haohmaru fait partie des personnages qui apparaissent dans tous les épisodes de la série principale ainsi que dans les épisodes dérivés en 3D tels que Samurai Shodown 64, Samurai Shodown 64: Warriors Rage ou encore Samurai Shodown: Warriors Rage. Il apparaît tout d'abord avec le premier Samurai Shodown sorti sur borne d'arcade au Japon le 7 juillet 1993. Samurai Shodown II sort l'année suivante sur arcade le 28 octobre 1994 puis le 2 décembre 1994 sur Neo-Geo AES, l'un des nouveaux personnages du second opus, Genjuro Kibagami, devient le grand rival d'Haohmaru.
Dans Samurai Shodown III: Blades of Blood (1995), Haohmaru est toujours à la recherche de nouveaux adversaires, il rencontre un enfant durant son voyage à qui il fait une promesse. Vaincre le « Démon », Zankuro, qui a ravagé le village de cet enfant. Six mois après la mort d'Amakusa dans Samurai Shodown IV: Amakusa's Revenge (1996), Haohmaru est confronté à Genjuro, l'histoire se termine alors que le combat débute tout juste.
Le cinquième volet de la série est intitulé Samurai Shodown V en dehors du Japon, les évènements se déroulent deux années avant le premier jeu original en 1786. Le jeu est par ailleurs intitulé Samurai Spirits Zero au Japon, Hahomaru y défie Yoshitora Tokugawa pour tester sa force.

### Autres apparitions
- 1995 - Quiz King of Fighters
- 2001 - Capcom vs. SNK 2: Mark of the Millennium 2001
- 2005 - NeoGeo Battle Coliseum
- 2019 - SoulCalibur VI
- 2022 - The King of Fighters XV

### Doublage
- Masaki Usui : Samurai Shodown I, II, III, IV, V, V Special[1]
- Daiki Nakamura: Samurai Shodown 64, Samurai Shodown 64: Warriors Rage[1]
- Shingo Katori: Samurai Shodown: Motion Picture

### Illustration
- Eiji Shiroi : Samurai Shodown I, II, III, IV[1]
- Kitasenri : Samurai Shodown 64, Samurai Shodown 64: Warriors Rage[1]
- Takkun: Samurai Shodwn V[1]
- Satoshi Ito: Samurai Shodown V Special[1]